# FIH Player of the Year Awards
De FIH Player of the Year Awards worden eens per jaar uitgereikt door de Fédération Internationale de Hockey (FIH) aan de beste hockeyspelers in vier verschillende categorieën. De categorieën zijn "Beste mannelijke hockeyspeler", "Beste vrouwelijke hockeyspeler", "Beste mannelijke talent", "Beste vrouwelijke talent", "Beste mannelijke keeper" en Beste vrouwelijke keeper".
| Jaar      | Mannen               | Vrouwen                    | Talent (mannen)      | Talent (vrouwen)     | Keeper (mannen)     | Keeper (vrouwen) |
| --------- | -------------------- | -------------------------- | -------------------- | -------------------- | ------------------- | ---------------- |
| 1998      | Stephan Veen         | Alyson Annan               |                      |                      |                     |                  |
| 1999      | Jay Stacy            | Natascha Keller            |                      |                      |                     |                  |
| 2000      | Stephan Veen         | Alyson Annan               |                      |                      |                     |                  |
| 2001      | Florian Kunz         | Luciana Aymar              | Tibor Weißenborn     | Angie Skirving       |                     |                  |
| 2002      | Michael Green        | Cecilia Rognoni            | Jamie Dwyer          | Soledad García       |                     |                  |
| 2003      | Teun de Nooijer      | Mijntje Donners            | Grant Schubert       | Maartje Scheepstra   |                     |                  |
| 2004      | Jamie Dwyer          | Luciana Aymar              | Santi Freixa         | Soledad García       |                     |                  |
| 2005      | Teun de Nooijer      | Luciana Aymar              | Robert van der Horst | Maartje Goderie      |                     |                  |
| 2006      | Teun de Nooijer      | Minke Booij                | Christopher Zeller   | Mi Hyun Park         |                     |                  |
| 2007      | Jamie Dwyer          | Luciana Aymar              | Mark Knowles         | Maike Stöckel        |                     |                  |
| 2008      | Pol Amat             | Luciana Aymar              | Eddie Ockenden       | Maartje Paumen       |                     |                  |
| 2009      | Jamie Dwyer          | Luciana Aymar Naomi van As | Ashley Jackson       | Casey Eastham        |                     |                  |
| 2010      | Jamie Dwyer          | Luciana Aymar              | Tobias Hauke         | Zhao Yudiao          |                     |                  |
| 2011      | Jamie Dwyer          | Maartje Paumen             | Matthew Swann        | Stacey Michelsen     |                     |                  |
| 2012      | Moritz Fürste        | Maartje Paumen             | Florian Fuchs        | Anna Flanagan        |                     |                  |
| 2013      | Tobias Hauke         | Luciana Aymar              | Christopher Rühr     | Maria Verschoor      |                     |                  |
| 2014      | Mark Knowles         | Ellen Hoog                 | Gonzalo Peillat      | Florencia Habif      | Jaap Stockmann      | Joyce Sombroek   |
| 2015      | Robert van der Horst | Lidewij Welten             | Christopher Rhür     | Lily Owsley          | Ierland David Harte | Joyce Sombroek   |
| 2016      | John-John Dohmen     | Naomi van As               | Arthur Van Doren     | María José Granatto  | Ierland David Harte | Maddie Hinch     |
| 2017      | Arthur Van Doren     | Delfina Merino             | Arthur Van Doren     | María José Granatto  | Vincent Vanasch     | Maddie Hinch     |
| 2018      | Arthur Van Doren     | Eva de Goede               | Arthur De Sloover    | Lucina von der Heyde | Vincent Vanasch     | Maddie Hinch     |
| 2019      | Manpreet Singh       | Eva de Goede               | Vivek Prasad         | Lalremsiami          | Vincent Vanasch     | Rachael Lynch    |
| 2020 2021 | Harmanpreet Singh    | Gurjit Kaur                | Vivek Prasad         | Sharmila Devi        | P. R. Sreejesh      | Savita Punia     |
| 2022      | Harmanpreet Singh    | Felice Albers              | Timothée Clément     | Mumtaz Khan          | P. R. Sreejesh      | Savita Punia     |
| 2023      | Hardik Singh         | Xan de Waard               | Gaspard Xavier       | Teresa Lima          | Pirmin Blaak        | Savita Punia     |
| 2024      | Harmanpreet Singh    | Yibbi Jansen               | Sufyan Khan          | Zoe Díaz             | P. R. Sreejesh      | Ye Jiao          |